# Гражданские партнёрства в Италии
Несмотря на долгую историю законодательных инициатив для гражданских союзов, официальное признание однополых союзов в Италии состоялось только 20 мая 2016 года. Ряд регионов страны официально поддерживали усилия по принятию национального законодательства касательно гражданских союзов, а некоторые муниципалитеты приняли законы, предусматривающие такие союзы. И хотя некоторые из них действительно обеспечивали реальные права для однополых пар, в действительности они носили в основном символическое значение.
Попытка правительства Романо Проди в 2007 году ввести такое законодательство провалилась после того, как члены правящей коалиции пригрозили расколом.
Римско-католическая церковь имеет большое влияние в вопросе блокирования законодательства. По состоянию на февраль 2016 года Италия являлась последней из крупнейших западноевропейских стран, которая формально не признавала какие-либо формы однополых отношений.
7 октября 2015 года законопроект, устанавливавший однополые гражданские союзы и гендерно-нейтральные соглашения о сожительстве, был представлен в парламенте страны. Первое чтение законопроекта прошло в Сенате 14 октября 2015 года. Несмотря на то, что Берлускони, лидер оппозиционной партии Forza Italia, заявил о своей поддержке признания однополых пар, многие депутаты от его партии выступили против закона. Премьер-министр страны Ренци заявлял о своём желании скорейшего утверждения законопроекта.
25 февраля 2016 года законопроект был одобрен итальянским Сенатом большинством голосов в 173 против 71. Закон предусматривает для однополых пар большинство брачно-семейных прав, за исключением усыновления детей и репродуктивных прав (экстракорпоральное оплодотворение для лесбийских пар). Закон был направлен в Палату депутатов страны.
11 мая 2016 года Палата депутатов большинством в 372 голоса против 51 при 99 воздержавшихся окончательно утвердила закон. 20 мая того же года закон был подписан президентом республики.
13 января 2017 года Совет министров Италии одобрил несколько постановлений, подготовленных министром юстиции Андреа Орландо в дополнение к закону о гражданских партнёрствах. В частности, разрешено переоформлять в Италии заключённые за границей однополые браки как гражданские партнёрства (даже если браки были оформлены до вступления в силу в Италии закона о гражданских союзах). Право оформления гражданских партнёрств получили мэры коммун, членам гражданских союзов разрешено брать фамилию партнёра. Члены гражданских союзов приравнены к супругам при даче показаний в суде: теперь они имеют право не свидетельствовать друг против друга.
8506 однополых гражданских союзов было зарегистрировано к концу декабря 2017 года. Мужские пары составляли три четверти от общего числа пар, вступивших в гражданский союз. По данным Министерства внутренних дел, в 2016 году в Италии было заключено 2433 гражданских союза между лицами одного пола, в 2017 году — 6073, в 2018 году — 2371.